# Bathyleberis oculata
Bathyleberis oculata is een mosselkreeftjessoort uit de familie van de Cylindroleberididae. De wetenschappelijke naam van de soort is voor het eerst geldig gepubliceerd in 1975 door Kornicker.